# Centullus VI van Béarn
Centullus VI van Béarn (overleden te Fraga op 17 juli 1134) was van 1131 tot aan zijn dood burggraaf van Béarn. Hij behoorde tot het huis Béarn.

## Levensloop
Centullus VI was de oudste zoon van burggraaf Gaston IV van Béarn en Talesa, een buitenechtelijke dochter van koning Sancho I van Aragón. 
In 1131 volgde de nog minderjarige Centullus zijn vader op als burggraaf van Béarn, onder het regentschap van zijn moeder. Zijn voogd Guy de Lons, bisschop van Lescar, nam het bevel van het leger op in de periode dat Centullus minderjarig was.
In 1134 steunde hij koning Alfons I van Aragón in de strijd tegen de Almoraviden. Op 17 juli 1134 leidde Centullus de Bearnaise troepen bij de aanval op het fort van de Almoraviden in Fraga. Hij sneuvelde echter bij deze veldslag.
Aangezien Centullus VI ongehuwd en kinderloos gebleven was, werd hij als burggraaf van Béarn opgevolgd door zijn oudere zus Guiscarda en haar zoon Peter II.